# Вишње Њемецке
Вишње Њемецке (слч. Vyšné Nemecké) насељено је мјесто са административним статусом сеоске општине (слч. obec) у округу Собранце, у Кошичком крају, Словачка Република.

## Становништво
| Година:    | 1994. | 2004.    | 2014.   | 2024.   |
| ---------- | ----- | -------- | ------- | ------- |
| Број људи: | 211   | 246      | 242     | 238     |
| Разлика:   |       | +16,58 % | -1,62 % | -1,65 % |

| Година:    | 2023. | 2024.   |
| ---------- | ----- | ------- |
| Број људи: | 244   | 238     |
| Разлика:   |       | -2,45 % |

Према подацима о броју становника из 2024. године насеље је имало 238 становника.